# Ordoño III av León
Ordoño III av León (circa 925–Zamora, 956) var kung av León från 951 till 956.

## Biografi
Ordoño III var son och efterträdare till Ramiro II de León. Han trotsade kungariket Navarra och greven av Kastilien Fernán González,  som stödde hans bror  Sancho I de León i den dispyt båda hade om tronen. Fernán González var Kastiliens förste oberoende greve (conde). Ordoño besegrade de förenade styrkorna vid León. Ordoño III fick under sin regering även bekämpa otaliga interna uppror, bland dessa en revolt i Galicien, och attacker av al-Andalus, mot vilka han 955 svarade genom att sända ett stort antal trupper, vilka skövlade Lissabon. Han lyckades hejda, men inte göra slut på intrången av kalifatet Córdoba. Kungen föreslog kalifen Abd ar-Rahman III ett stillestånd, som denne accepterade. Båda sidor överenskom om överlåtelse av vissa befästningar och rivning av andra.
Ordoño III genomdrev en omfattande omorganisation av sitt territorium och fortsatte med att förstärka de kungliga institutioner som skapats av hans far. Ordoño III dog i oktober 956 och efterträddes av sin bror och rival  Sancho I av León "den Fete", även han son till Ramiro men med annan mor.